# 骨密度測定
骨密度測定（こつみつどそくてい）とは、X線や超音波を使って、骨密度を測定すること。骨塩定量検査ともいう。
MD法、DXA法など幾つかの方法がある。測定方法により、測定対象部位も腰椎、大腿骨頸部、中手骨、橈骨、踵骨などと異なっている。

## 測定方法
- MD(Microdensitometry)法　（CXD(Conputed X-ray densitometer)法又はDIP(Digital Image Processing Method)法）

　DIP：Digital Image Processing、MD法の一種で、左手のX線撮影を実施し、人差し指の第2中手骨の皮質骨における陰影度とアルミスロープの陰影度を比較して、骨密度を算出する測定方法
- DXA又はDEXA(dual-energy X-ray absorptiometry)法　（デキサ法、二重エネルギーX線吸収測定法）
- QCT(quantitated computed tomography)法　（定量的CT法）
- QUS(Quantitative Ultrasound)法　（定量的超音波測定法）[1]

## DXA又はDEXA(dual-energy X-ray absorptiometry)法　（デキサ法、二重エネルギーX線吸収測定法）
DXAまたはDEXAとよばれる骨密度測定法は2種類の異なるX線を骨にあてて、骨とほかの組織におけるX線の吸収率の差から骨密度を測定する方法である。骨密度の測定方法には他にもMD法、pQCT法、QUS法などいくつか知られているが、DXAは正確に骨密度を測定できる方法としてWHOの基準に組み込まれており、2017年現在、骨粗鬆症の標準的な診断方法となっている。
測定部位は日本の骨粗鬆症の予防と治療ガイドライン作成委員会が作成した「骨粗鬆症の予防と治療ガイドライン2015年版」（JCS2015）では腰椎（L1～L4またはL2～L4）と大腿骨近位部の両者を測定することが推奨されている。日本では性別ごとの若年成人平均値（young adult mean、YAM）を基準値として何％かで産出される。これに対して欧米では若年女性（20～29歳）の骨密度を基準とした標準偏差値であるTスコアを用いる。Tスコアの-2.5がYAM70％に相当する。なお同年齢との比較はZスコアで行われる。
DXAの診断特性はTスコア-2.5以下を基準とした場合の椎体骨折の有無に対して腰椎のDXAは感度71.2%で特異度97.2%であった。大腿骨近位部のDXAでは感度33.8%で特異度が97.2%であった。椎体骨折に関しては椎骨のDXAの方が望ましいが椎体圧迫骨折があると見かけ上骨密度が高くなるため腰椎Xpで圧迫骨折がないことを確認することが必要である。
日本骨代謝学会によるフローチャートによると、腰椎側面のX線撮影で病的骨折が認めなければ、骨塩定量を行なうこととなっている。若年成人平均値（YAM）を基準値として、70%未満であれば、どの部位であっても骨粗鬆症と診断する。測定部位は腰椎、大腿骨、橈骨、第二中手骨、踵骨いずれでもよいとされているが、もっとも望ましいのは腰椎とされている。70%-80%の範囲では骨量減少である。橈骨ではビスホスホネート（ビスフォスフォネート）の治療効果判定ができない。超音波を使用した骨密度定量は結果のばらつきが大きく、骨粗鬆症の診断に使用するのは適切ではないとして、適正な測定方法に含まれていない。高齢女性においては、二重エネルギーX線吸収法（DXA法）は骨折予測にあまり有用でないという報告もある。